# 七闽
七闽是西周至战国中期中国南方的部落，可能包括七个部落，最早见于《周礼》的记载：
圉人：掌养马刍牧之事，以役圉师。凡宾客、丧纪，牵马而入陈。廞马亦如之。职方氏：掌天下之图，以掌天下之地。辨其邦国、都鄙、四夷、八蛮、七闽、九貉、五戎、六狄之人民，与其财用、九谷、六畜之数要，周知其利害。——《夏官司马》，周礼
该部落的活动范围可能是今天的福建，也有人认为还包括了广东潮州和梅州、浙江温州和台州，甚至有人认为包括了整个东南中国。七闽文化处于青铜器时代，与当时的中原文明有一定的交流，曾向周朝进贡，但历史典籍上对他们的记载极其有限。他们可能就是生活于古代福建的原住民古闽人，是闽越人的前身。